# Route départementale 2000 (Haute-Vienne)
Pour les articles homonymes, voir Route départementale 2000.
La route départementale 2000, ou RD 2000, est une route départementale de la Haute-Vienne reliant le Breuil (commune de Verneuil-sur-Vienne) sur la route nationale 141 à la route nationale 21 au sud d’Aixe-sur-Vienne. Elle constitue le contournement sud-ouest de l'agglomération de Limoges.
Avant 2007, cette appellation désignait la route reliant la route nationale 141 à l'A20 en contournant Limoges par le nord-ouest. Cette route a depuis été rebaptisée RN 520 (l'ancien nom des boulevards extérieurs nord et ouest de Limoges).
Cette route dévie notamment Aixe-sur-Vienne. Associée à la N 520, elle permet aux automobilistes de rallier l'autoroute A20 à la route nationale 141 (vers Angoulême) et la route nationale 21 (vers Périgueux) sans traverser Limoges.
Son ouverture a eu lieu en novembre 2007.